# Trogloconcha
Trogloconchavv is een geslacht van weekdieren uit de klasse van de Gastropoda (slakken).

## Soorten
- Trogloconcha christinae Geiger, 2003
- Trogloconcha lamellinodosa Geiger, 2012
- Trogloconcha lozoueti Geiger, 2008
- Trogloconcha ohashii Kase & Kano, 2002
- Trogloconcha tesselata Kase & Kano, 2002